# The Bear
The Bear és una sèrie de televisió de comèdia dramàtica estatunidenca creada per Christopher Storer. Es va estrenar a Hulu el 23 de juny de 2022 i és protagonitzada per Jeremy Allen White en el paper d'un xef de prestigi que torna a Chicago per a gestionar el caòtic establiment d'entrepans del seu germà difunt. El repartiment de la sèrie compta amb Ebon Moss-Bachrach, Ayo Edebiri, Jon Bernthal, Lionel Boyce, Liza Colón-Zayas, Abby Elliott i Matty Matheson. La segona temporada es va estrenar el 22 de juny de 2023 i consta de deu capítols.
L'interior de la botiga d'entrepans és una reproducció de la botiga real Mr. Beef, de la qual Christopher Store era client i amic del fill del propietari.
La primera temporada de la sèrie, de vuit capítols, va aconseguir 13 nominacions als Premis Emmy. La segona temporada compta amb la participació d'estrelles convidades com Will Poulter, Bob Odenkirk, Sarah Paulson i Olivia Colman.

## Argument
Un jove xef, Carmen «Carmy» Berzatto, deixa enrere el món de l'alta cuina i el restaurant amb estrella Michelin on treballava per a tornar al seu Chicago natal i dirigir l'establiment d'entrepans de vedella italiana de la seva família, després del suïcidi del seu germà gran. No només ha de lluitar amb el seu propi dolor i el trauma familiar, sinó que ha de fer front als deutes no resolts del seu germà, una cuina en pèssimes condicions i un personal tantsemenfotista.